# Двустороннее преобразование Лапласа
Двустороннее преобразование Лапласа — интегральное преобразование, тесно связанное с преобразованием Фурье, преобразованием Меллина, а также с обычным и односторонним преобразованием Лапласа.

## Определение
Если {\displaystyle f(t)} является вещественной или комплексной функцией действительной переменной {\displaystyle t\in \mathbb {R} }, то двустороннее преобразование Лапласа {\displaystyle {\mathcal {B}}\left\{f(t)\right\}} задаётся формулой
{\displaystyle {\mathcal {B}}\left\{f(t)\right\}=F(s)=\int _{-\infty }^{\infty }e^{-st}f(t)\,dt.}
Интеграл в этом определении подразумевается несобственным и сходящимся тогда, когда существуют
{\displaystyle \left\{{\begin{matrix}\int _{0}^{\infty }e^{-st}f(t)\,dt\\\\\int _{-\infty }^{0}e^{-st}f(t)\,dt\end{matrix}}\right.}
Иногда двусторонние преобразования записывают в виде
{\displaystyle {\mathcal {T}}\left\{f(t)\right\}=s{\mathcal {B}}\left\{f\right\}=sF(s)=s\int _{-\infty }^{\infty }e^{-st}f(t)\,dt.}
Вообще, переменная {\displaystyle t} может быть как вещественной, так и комплексной величиной.

## Связь с другими интегральными преобразованиями
- Если {\displaystyle u(t)} — функция Хевисайда, то обычное преобразование Лапласа {\displaystyle {\mathcal {L}}} может быть выражено через двустороннее формулой

{\displaystyle {\mathcal {L}}\left\{f(t)\right\}={\mathcal {B}}\left\{f(t)u(t)\right\}.}
И обратно: из двустороннего преобразования можно получить обычное по формуле
{\displaystyle \left\{{\mathcal {B}}f\right\}(s)=\left\{{\mathcal {L}}f(t)\right\}(s)+\left\{{\mathcal {L}}f(-t)\right\}(-s).}
- Преобразование Меллина может быть выражено через двустороннее преобразование Лапласа формулой

{\displaystyle \left\{{\mathcal {M}}f\right\}(s)=\left\{{\mathcal {B}}f(e^{-x})\right\}(s)}
И обратно: из двустороннего преобразования можно получить преобразование Меллина по формуле
{\displaystyle \left\{{\mathcal {B}}f\right\}(s)=\left\{{\mathcal {M}}f(-\ln x)\right\}(s).}
- Преобразование Фурье может быть определено через двустороннее преобразование Лапласа формулой

{\displaystyle \left\{{\mathcal {B}}f\right\}(s)=\left\{{\mathcal {F}}f\right\}(-is).}

## Свойства
|                    | Временная область        | Односторонняя область                   | Двусторонняя область        |
| ------------------ | ------------------------ | --------------------------------------- | --------------------------- |
| Первая производная | {\displaystyle f'(t)\ }  | {\displaystyle sF(s)-f(0)\ }            | {\displaystyle sF(s)\ }     |
| Вторая производная | {\displaystyle f''(t)\ } | {\displaystyle s^{2}F(s)-sf(0)-f'(0)\ } | {\displaystyle s^{2}F(s)\ } |